# 地质公园

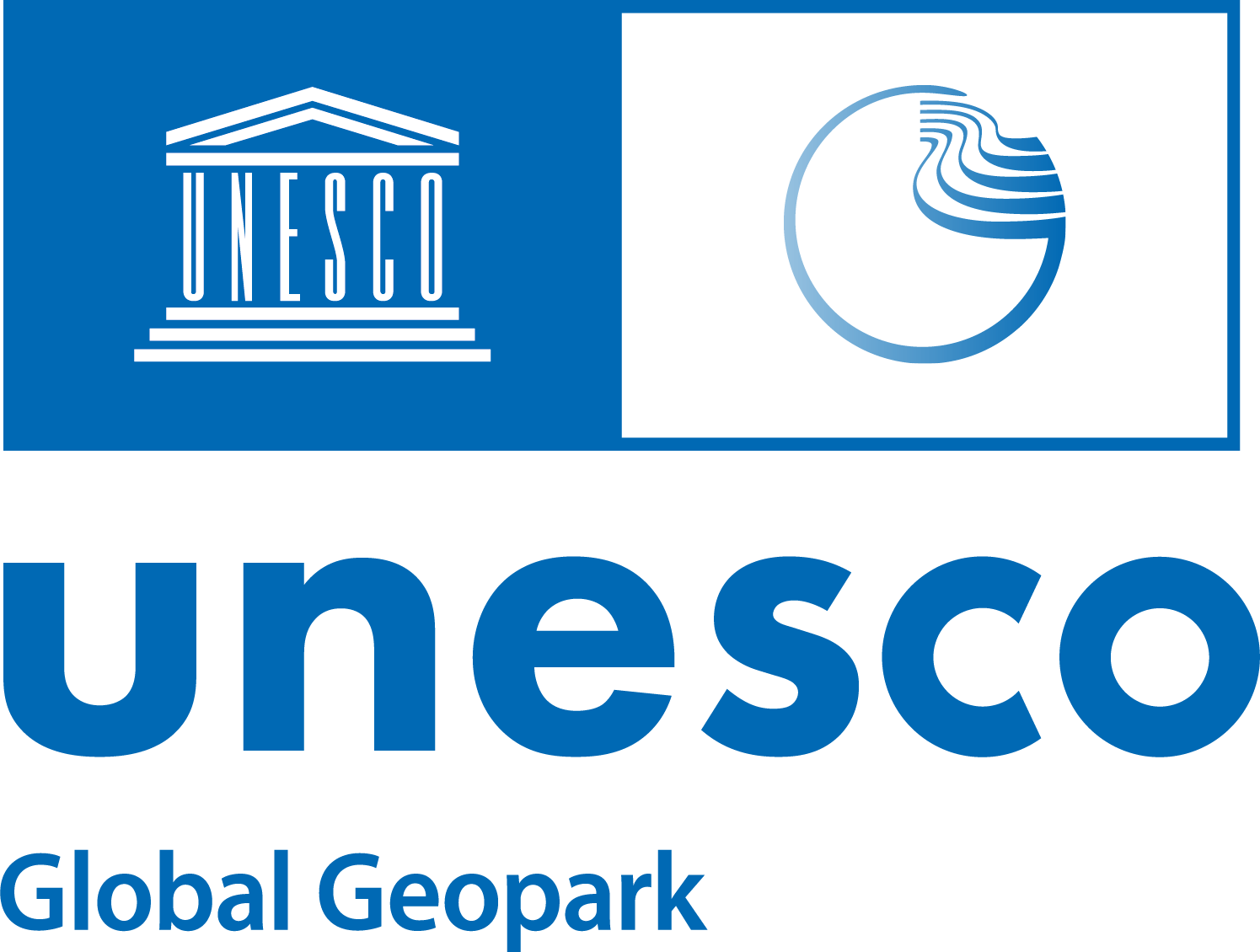
「聯合國教科文組織地質公園」標誌

地質公園（英語：Geopark），根據聯合國教科文組織（UNESCO）在世界地质公园項目的定義，為「一個領域內含有一個或者多個擁有科學研究價值，包括地質、考古、生態以及文化價值的遺址」。

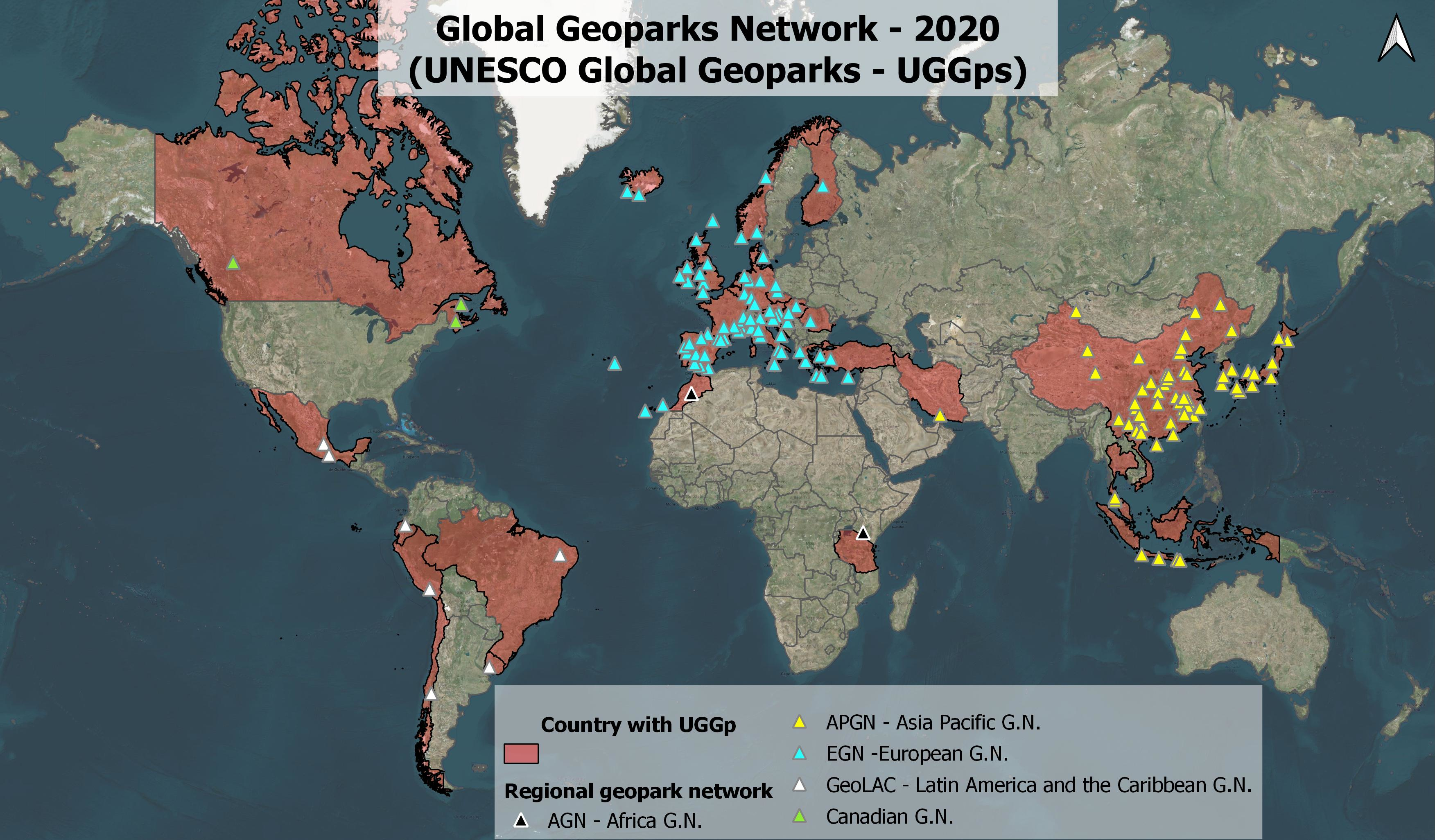
全球地質公園網絡之會員（截至2020年的參與國家及地區）

## 背景
1996年，联合国教科文组织地球科学部（UNESCO Division of Earth Science）和国际地质科学联合会（IUGS）共同提出创建世界地质公园（Global Geopark）的倡议，以便国际社会对这些重要的遺址给予承认和支持。
世界地質公園網絡項目的目標是在加強對這類地點進行保護的同時並且創造就業在促進區域經濟發展。
為了體現該項目的目標，聯合國教科文組織啟用了新的認證標誌“UNESCO Geopark”（聯合國教科文組織地質公園），聯合國教科文組織地質公園項目、世界遺產中心和人与生物圈计划（MAB）的工作是項目協作的。

## 定義
地质遗址全球网络（INoG）是一個1998年聯合國教科文組織創立的項目，根據聯合國教科文組織的定義，地質公園需滿足以下要求：
- 这些遗址彼此联系并受公园式的正式管理及保护，制定了官方的保证区域社会经济可持续发展的规划（比如依托農業旅遊和地質旅遊）。
- 闡明保護地質遺址的方法、提供地質學科的教育方法和更廣泛的環境議題。
- 由官方、地方團體和個人共同提交的聯合提議，可以闡述地球遺址保護和可持續發展戰略最好的聯動方式。[3]

## 影響
除了世界層級的「全球地質公園網絡」（Global Geoparks Network）外，世界各國或各區域，也有許多成立區域地質公園網絡的案例，如歐洲（2000年）、日本（2010年）、台灣（2011年）等。

## 外部連結
- International Network of Geoparks (UNESCO)（页面存档备份，存于）
- European Geoparks Network